# Diploma di merito olimpico
Il Diploma di merito olimpico è stato un premio conferito dal Comitato Olimpico Internazionale (CIO) per riconoscere i servizi eccezionali allo sport o un contributo notevole ai giochi olimpici. Nel 1974, l'ultima volta che è stato assegnato questo premio, solo 58 persone nel mondo lo avevano ricevuto.

## Storia
Il premio fu proposto da Pierre de Coubertin, l'ideatore dei moderni giochi olimpici, durante il Congresso Olimpico di Bruxelles del 1905 per onorare coloro che avevano reso servizi eccezionali allo sport o un contributo importante nella promozione degli ideali olimpici.
Alle olimpiadi del 1908 a Londra, quando la cerimonia di premiazione dei vincitori non era ancora stata introdotta nella tradizione olimpica, gli atleti ricevevano dei voucher da scambiare, in un secondo momento e presso appositi sportelli, con le rispettive medaglie (un voucher rosso era elargito al primo classificato, blu al secondo e giallo al terzo); agli atleti classificati oltre il terzo posto era elargito un voucher azzurro che poteva essere scambiato con un "Diploma of Merit", equivalente dell'odierno diploma olimpico, da non confondersi con il diploma di merito olimpico.
Il CIO ha interrotto l'assegnazione dei diploma di merito olimpico e di altri tre premi nel 1974. I due premi ad oggi ancora in vigore sono l'Ordine olimpico, creato nel 1975 per contributi illustri al movimento olimpico, e la Coppa olimpica, istituita nel 1906 da Coubertin per organizzazioni che hanno fornito un continuo sostegno alle Olimpiadi e assegnata ogni anno.

## Elenco degli assegnatari del Diploma di merito olimpico[5]
| No. | Assegnatario                          | Stato                 |
| --- | ------------------------------------- | --------------------- |
| 1   | Theodore Roosevelt                    | Stati Uniti d'America |
| 2   | Fridtjof Nansen                       | Norvegia              |
| 3   | Alberto Santos-Dumont                 | Brasile               |
| 4   | William Grenfell                      | Regno Unito           |
| 5   | Luigi Amedeo di Savoia-Aosta          | Italia                |
| 6   | Paul Lancrenon                        | Francia               |
| 7   | Ferdinand von Zeppelin                | Germania              |
| 8   | Viktor Balck                          | Svezia                |
| 9   | Jean-Baptiste Charcot                 | Francia               |
| 10  | Jorge Chávez Dartnell                 | Perù                  |
| 11  | Alfonso XIII di Spagna                | Spagna                |
| 12  | Guglielmo di Prussia                  | Germania              |
| 13  | Alain Gerbault                        | Francia               |
| 14  | Charles Lindbergh                     | Stati Uniti d'America |
| 15  | Harry Pidgeon                         | Stati Uniti d'America |
| 16  | Louis Hostin                          | Francia               |
| 17  | Leni Riefenstahl                      | Germania              |
| 18  | Angelo C. Bolanaki                    | Grecia                |
| 19  | Paul Martin                           | Svizzera              |
| 20  | Jack Beresford                        | Regno Unito           |
| 21  | Ivan Osiier                           | Danimarca             |
| 22  | Comitato Olimpico Guatemalteco        | Guatemala             |
| 23  | "Les Enfants de Neptune" di Tourcoing | Francia               |
| 24  | Fr.-M. Messerli                       | Svizzera              |
| 25  | Bill Henry                            | Stati Uniti d'America |
| 26  | Harry Neville Amos                    | Nuova Zelanda         |
| 27  | Alfréd Hajós                          | Ungheria              |
| 28  | Jeanette Altwegg                      | Regno Unito           |
| 29  | Charles Denis                         | Francia               |
| 30  | Marcos Pérez Jiménez                  | Venezuela             |
| 31  | Carl Diem                             | Germania              |
| 32  | Antoine Hafner                        | Svizzera              |
| 33  | Robert Menzies                        | Australia             |
| 34  | Otto Mayer                            | Svizzera              |
| 35  | Maurice Genevoix                      | Francia               |
| 36  | Nikolai Romanov                       | USSR                  |
| 37  | Axel di Danimarca                     | Danimarca             |
| 38  | Victor Boin                           | Belgio                |
| 39  | Rudolph Hagelstange                   | Germania              |
| 40  | Kenzo Tange                           | Giappone              |
| 41  | Burhan Felek                          | Turchia               |
| 42  | Joseph Barthel                        | Lussemburgo           |
| 43  | Joseph A. Gruss                       | Cecoslovacchia        |
| 44  | Antonio Elola                         | Spagna                |
| 45  | Kon Ichikawa                          | Giappone              |
| 46  | Herbert McDonald                      | Giamaica              |
| 47  | Vernon Morgan                         | Regno Unito           |
| 48  | Francisco Nobre Guedes                | Portogallo            |
| 49  | Jean-Francois Brisson                 | Francia               |
| 50  | Gaston Meyer                          | Francia               |
| 51  | Andres Merce Varela                   | Spagna                |
| 52  | Frederick Ruegsegger                  | Stati Uniti d'America |
| 53  | Epaminondas Petralias                 | Grecia                |
| 54  | Otl Aicher                            | Germania              |
| 55  | Stanley Rous                          | Regno Unito           |
| 56  | Philip Noel-Baker                     | Regno Unito           |
| 57  | Jean Borotra                          | Francia               |